# Радиоуправляемая автомодель

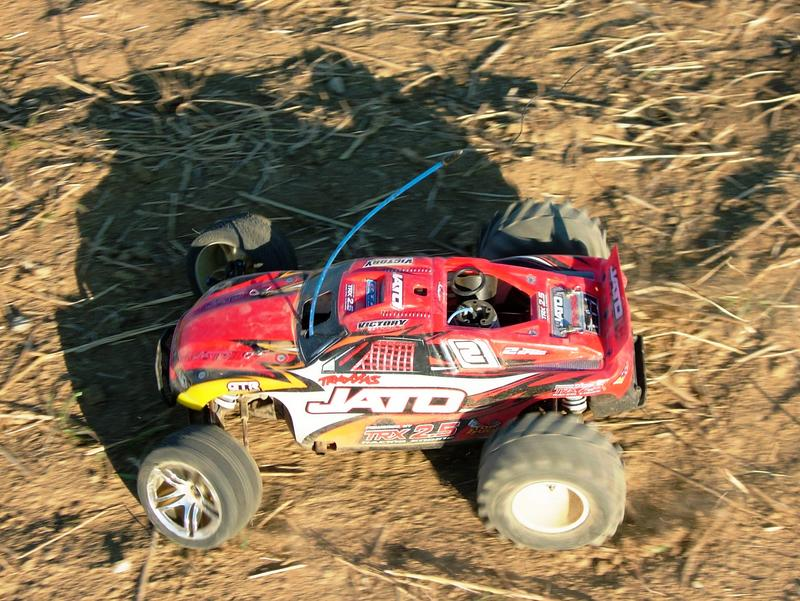
Радиоуправляемая внедорожная модель

Радиоуправляемая автомодель — модель автомобиля с радиоуправлением. Модели делятся по типу двигателя на две группы: с приводом от электродвигателя, и с приводом от двигателя внутреннего сгорания, и по типу применения: хобби или спорт.

## Типы автомоделей
Шоссейные автомодели

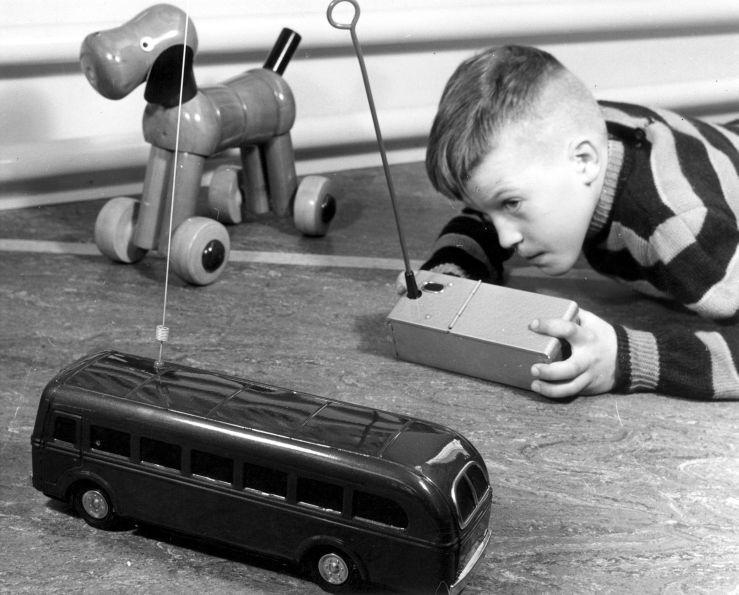
радиоуправляемый игрушечный автобус 1957 год

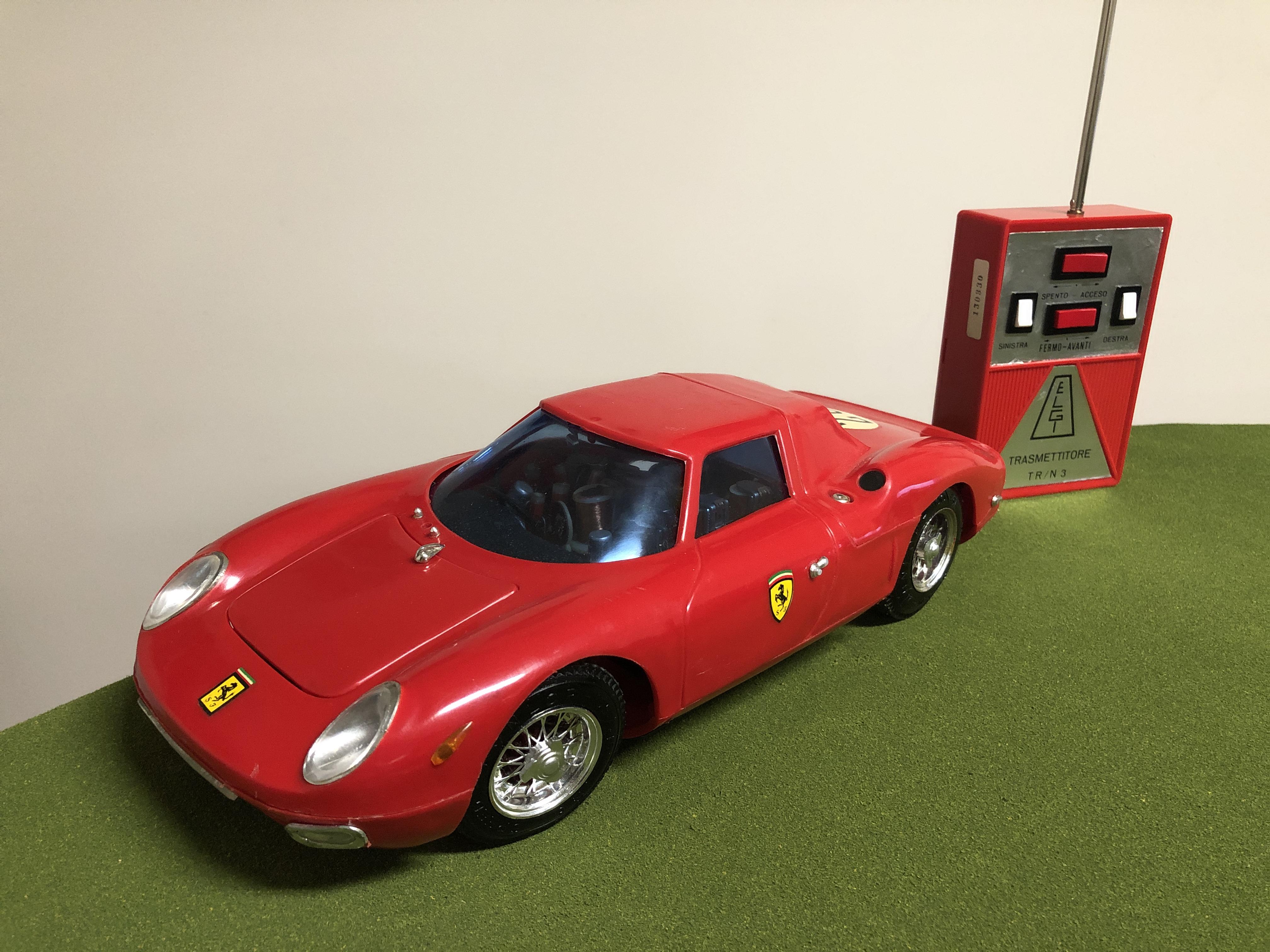
радиоуправляемый игрушечный автомобиль 1966 год

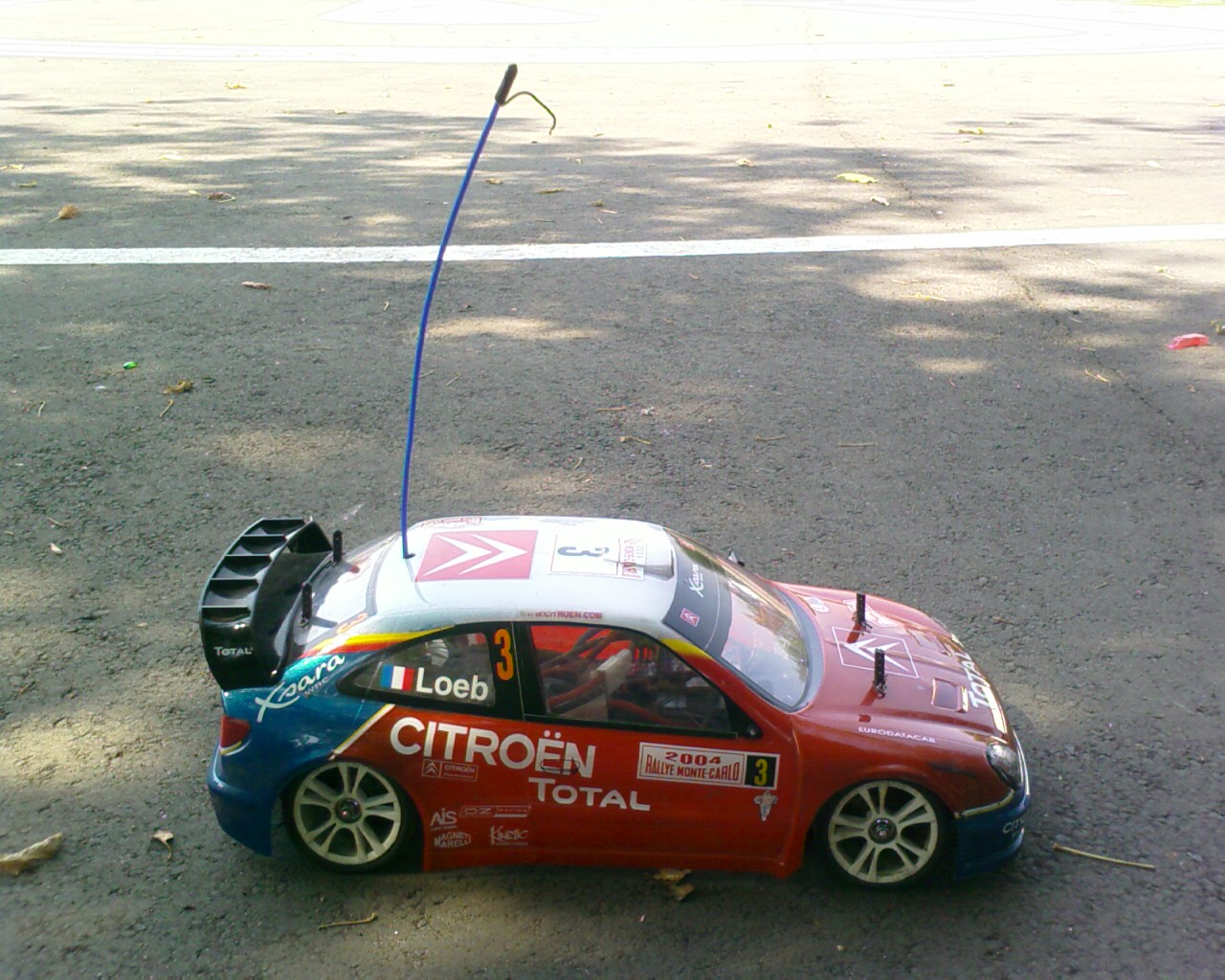
Шоссейная модель на шасси Tamiya TB-01

Шоссейные или кольцевые автомодели предназначены для передвижения исключительно по ровной поверхности. Как и в мире больших гонок, модели бывают с открытыми и аэродинамическими (закрытыми) колёсами. Соревнования в большинстве своём проводятся среди машин класса туринг, с традиционным кузовом.
Автомодели для дрифтинга предназначены для прохождения трассы в управляемом заносе. Модели для дрифтинга отличает большая копийность кузова, по сравнению с аэродинамическими кузовами шоссейных моделей, настройка подвески, более копийные колесные диски с резиной большей жесткости. Трассы для дрифтинга в основном асфальтовые, также существуют бетонные или ковровые. Трассы для дрифтинга могут быть как открытые, так и закрытые.
В основном для RC drift используют модели с электродвигателями, так как использования двигателей внутреннего сгорания (ДВС) подразумевают под собой использование воздушного охлаждения двигателя, что невозможно на малых скоростях данной дисциплины. Электродвигатели в данной дисциплине позволяют избавиться от таких постоянных проблем как перегрев ДВС, заправка бака, едкие выхлопные газы и шум в закрытых помещениях.
Внедорожные модели модели имеют возможность передвигаться по пересечённой местности различной сложности. Их особенностью является возможность «безболезненно» совершать высокие прыжки на огромной скорости. На трассах для внедорожников всегда устанавливают несколько трамплинов. В воздухе модель остаётся вполне контролируемой благодаря большой инерции вращающихся колёс. Управляя двигателем управляют положением носа модели: при нажатии на газ нос приподнимается, от торможения машина «клюёт» носом и даже может сделать сальто в полёте. Рулением можно немного сдвинуть модель в сторону поворота колёс.
Модели для трофи — копийные модели внедорожников или пикапов в масштабе 1:10, спроектированные для прохождения препятствий на пересеченной местности на маленькой скорости. В данной дисциплине использование для преодоления препятствий таких систем, как лебёдки и сенд-траки, только приветствуется, копируя при этом такие известные мировые соревнования, как Camel Trophy и Land Rover G4.
Модели для триала. Здесь не очень важны копийные свойства модели, более важен ход подвески, крутящий момент электродвигателя и мягкость резины (для карабканий по каменистым склонам). Также триал возможен и на трофийных машинах, хоть и преодоление препятствий становится сложнее.
Также существуют управляемые модели мотоциклов, квадроциклов, снегоуборочных тракторов, танков и прочей движущейся техники.

## Устройство автомодели
1. Шасси

Шасси — основная несущая конструкция автомодели. Изначально многие модели собираются на шасси типа «ванна» из АБС-пластика. Такое шасси внешне действительно похоже на низкую ванну, его высокие края по бокам сделаны для увеличения жёсткости.
Помимо формы «ванна», для шоссейно-кольцевых и дрифтовых автомоделей часто используют шасси построенные по типу «дек», где шасси по сути представляет собой ровную плоскую платформу. Плюсы данной конструкции — уменьшение веса, изменение аэродинамики и использование других, более лёгких и прочных материалов.
Шасси более высокого уровня делают из более продвинутых материалов, например шасси HPI Pro-D делается из карбона, а шасси TeamLosi XXX-SG+ делают из графита.
Некоторые фирмы выпускают шасси для дрифтинга, в них двигатель переносится в переднюю часть шасси для облегчения задней оси. Но, в общем-то, в управляемом заносе может ехать любая полноприводная модель, достаточно лишь установить специальные дрифтовые колеса с низким сцеплением.
При неправильной развесовке модель может уводить в сторону на старте, в прыжке с трамплина она не сможет лететь ровно и удачно приземлиться. В этом плане шасси различаются размещением самых тяжёлых деталей — аккумуляторных батарей, топливного бака, двигателя. Самая распространённая конструкция электромоделей — батарея на одной половине шасси, мотор, сервопривод и электроника на другой.

Модель багги с электроприводом

Низкий центр тяжести важен для любого движущегося аппарата. В шоссейных моделях клиренс делается максимально низким, всего 3-5 мм. Иногда встречаются нестандартные решения — например у багги Tamiya DF-03 аккумуляторы размещаются продольно по центру шасси, максимально низко (так как это самый тяжёлый элемент модели), при этом карданный вал проходит сверху над батареей.
Шасси для трофийных моделей представляет собой две параллельно расположенных прямых или изогнутых металлических балки, на которые, также как и на рамные конструкции грузовиков, навешивается мотор, сервопривод, амортизаторы и элементы подвески.

### Подвеска
В простейших моделях устанавливаются фрикционные амортизаторы, где сопротивление сжатию создаётся за счёт трения штока о стенки корпуса амортизатора. Но в любой хорошей модели амортизаторы масляные, имеют различные регулировки. Различные производители предлагают огромный ассортимент различных силиконовых масел — от самых «жидких» (soft) (создающих минимальное сопротивление движению штока и поршня амортизатора), до самых «густых» (hard) (создающих максимальное сопротивление). Сопротивление определяется вязкостью масла и диаметром и количеством отверстий в поршне. Иногда устанавливают стабилизаторы поперечной устойчивости — специальные устройства, предназначенные для уменьшения крена корпуса модели и шасси относительно колёсных осей.
В моделях для трофи используют зависимую подвеску (мосты) с рессорами, как в Tamiya High-lift, или пружинами, как в Axial SCX10.

### Трансмиссия

Ременной привод

Трансмиссия модели в основном повторяет устройство настоящих автомобилей. Большинство моделей имеют полный привод и два дифференциала на осях. Иногда добавляется третий, межосевой дифференциал.
Для передачи крутящего момента от двигателя к осям имеется два способа: карданный привод и ременной привод.

Привод через коническую зубчатую передачу

Слиппер (от англ. slipper) — аналог сцепления, защищает приводные шестерни от знакопеременных нагрузок при прыжках и езде по неровной поверхности с пробуксовкой колёс.

### Электроника

На рисунке приведён пример электроники электромодели. (1) — электронный регулятор хода, он управляет оборотами двигателя (4), к нему подключается ходовой аккумулятор через стандартный разъём (3). Кроме того, регулятор понижает напряжение аккумулятора со стандартных 7.2 В до 6 В и питает этим током приёмник радиосигнала (2). Приёмник в свою очередь посылает управляющие сигналы на регулятор и на сервопривод (5), ответственный за поворот колёс. (6) — выключатель питания.
Модели с ДВС регулятора скорости не имеют, вместо него стоит вторая сервомашинка, приводящая заслонку карбюратора и привод тормозов. Небольшой бортовой аккумулятор подключается прямо к приёмнику. Модели с задним ходом требуют третий канал управления и третий сервопривод, который механически переключает коробку передач.
Гоночные модели могут оснащаться специальным электронным устройством (транспондером) — датчиком для электронной системы хронометража.
Кроме того, доступен широкий ряд аксессуаров — работающие фары, стоп-сигналы, «неоновая» подсветка днища. Существуют звуковые модули, воспроизводящие работу мотора.

### Двигатель
Радиоуправляемые автомодели могут быть двух видов:
- Модели с двигателем внутреннего сгорания
- Модели с электрическим приводом

Модель с ДВС требует обязательного проведения процедуры обкатки нового двигателя (ссылки на англ. языке). Не трогая заводского положения настроечных винтов двигателя, первые два бака топлива следует израсходовать на холостом ходу; ещё два бака расходуют в движении, не повышая обороты выше средних. После этого с помощью настроечных винтов начинают постепенно обеднять топливную смесь до получения паспортных характеристик двигателя. Подробно процедура описана как в рекомендациях производителя, так и на тематических интернет-ресурсах.
Игнорирование процедуры обкатки чревато поломкой шатуна.

### Источник энергии
В радиоуправляемых автомоделях используются следующие источники энергии:
- Химическое топливо
- Электрические аккумуляторы

### Коробка передач и сцепление
Модели с ДВС зачастую оснащаются коробкой передач с двумя или тремя ступенями. Переключение передач происходит автоматически. Сцепление центробежное, срабатывает автоматически, то есть трогание происходит на определённых оборотах двигателя. Немногие модели не имеют заднего хода изначально, но их можно модернизировать, установив модуль реверса, управляемый с передатчика отдельным каналом.
Есть и небольшой класс электромоделей с коробкой передач. Это либо модели грузовиков с прицепами, способные перевезти несколько килограмм груза, либо джипы, которые могут взбираться на очень крутые поверхности.

### Тормоза

Колеса со сплошным и обычным диском

Клипсы крепления кузова

В электрических моделях двигатель не только разгоняет, но и тормозит модель. Тормоза моделей с ДВС устроены по сходному принципу с тормозами настоящих автомобилей. Тут уже есть хотя бы один тормозной диск. На более сложных моделях уже 2 диска, есть возможность настраивать распределение тормозного усилия по осям, тормозные колодки делают из феродо.

### Колеса
Шину модели не накачивают воздухом как на настоящем автомобиле, вместо этого между шиной и диском делается вставка из пенного наполнителя, её жёсткость заметно влияет на поведение модели. Покрышки для дрифта не имеют полости внутри, а являются монолитными. Эта дисциплина характеризуется очень жесткими покрышками, зачастую для дрифта используют ПВХ трубы, обычно используемые в водопроводных системах. Колёсные диски в основном делаются из пластика, металлические из-за большой массы используют в дисциплинах «Трофи» для понижения центра тяжести. Часто используют сплошные диски без спиц (dish type), уменьшающие аэродинамические завихрения.

### Кузов
Кузов автомодели обычно бывает сделан из лексана, прозрачного поликарбонатного пластика. Кузов выходит достаточно тонким и лёгким, но при этом гибким, не боящимся ударов. Для гоночных шоссейных моделей можно найти очень низкие и обтекаемые кузова, лишь приближённо напоминающие реальные прототипы (модели-полукопии). Здесь «копийность» приносится в жертву скорости и низкому центру тяжести. Кузов крепится к шасси четырьмя небольшими металлическими клипсами. Кузова для дрифтинга и класса «Трофи» наоборот изготавливают с максимальной точностью.

### Радиоуправление
Аппаратура дистанционного управления состоит из передатчика и приёмника. Передатчик может работать как в аналоговом режиме (исторические модели) на разрешённых частотах в диапазоне от 27 до 75 МГц, так и методом цифровой передачи с расширением спектра в диапазонах 2,4 или 5,6 ГГц (современное состояние). Характерным свойством аналоговой аппаратуры являются сменные кварцевые резонаторы: их подбором, то есть выбором индивидуального частотного канала, обеспечивалось отсутствие коллизий на соревнованиях.
Связь обычно однонаправленная. Количество независимых каналов управления, логически организуемых в данном частотном канале, для автоспорта составляет 2 (руль и ускорение), редко 3. Каналы управления пропорциональные (плавно изменяемый отклик исполнительного устройства в соответствии с командой пульта). Сигналы на выходе приёмника, передаваемые на органы управления (сервоприводы, электронный регулятор хода), стандартизированы и являются широтно-модулированными импульсами от 1 до 2 мс (1,5 мс в нейтральном положении), поступающие каждые 20 мс. Изменением длительности импульса обеспечивается пропорциональное управление.

## Hop-up

Модель с поврежденной подвеской

Hop-up’ы, также апгрейды — это улучшенные детали для модели и сам процесс её тюнинга. Можно заменить практически каждую стандартную деталь. Во-первых, производители моделей сами выпускают такие детали. Во-вторых, существует немало фирм, создающих узлы для популярных моделей.
Как правило у моделистов возникает прямая потребность в тюнинговых запчастях. Во-первых, шасси для начинающих обычно имеют «бюджетную» начинку, к примеру, пластиковые приводные валы колёс, которые быстро ломаются. Очень популярное шасси Tamiya TT-01 «в стандарте» не имеет подшипников. Во-вторых, возможностей стандартного двигателя недостаточно для динамичной езды.

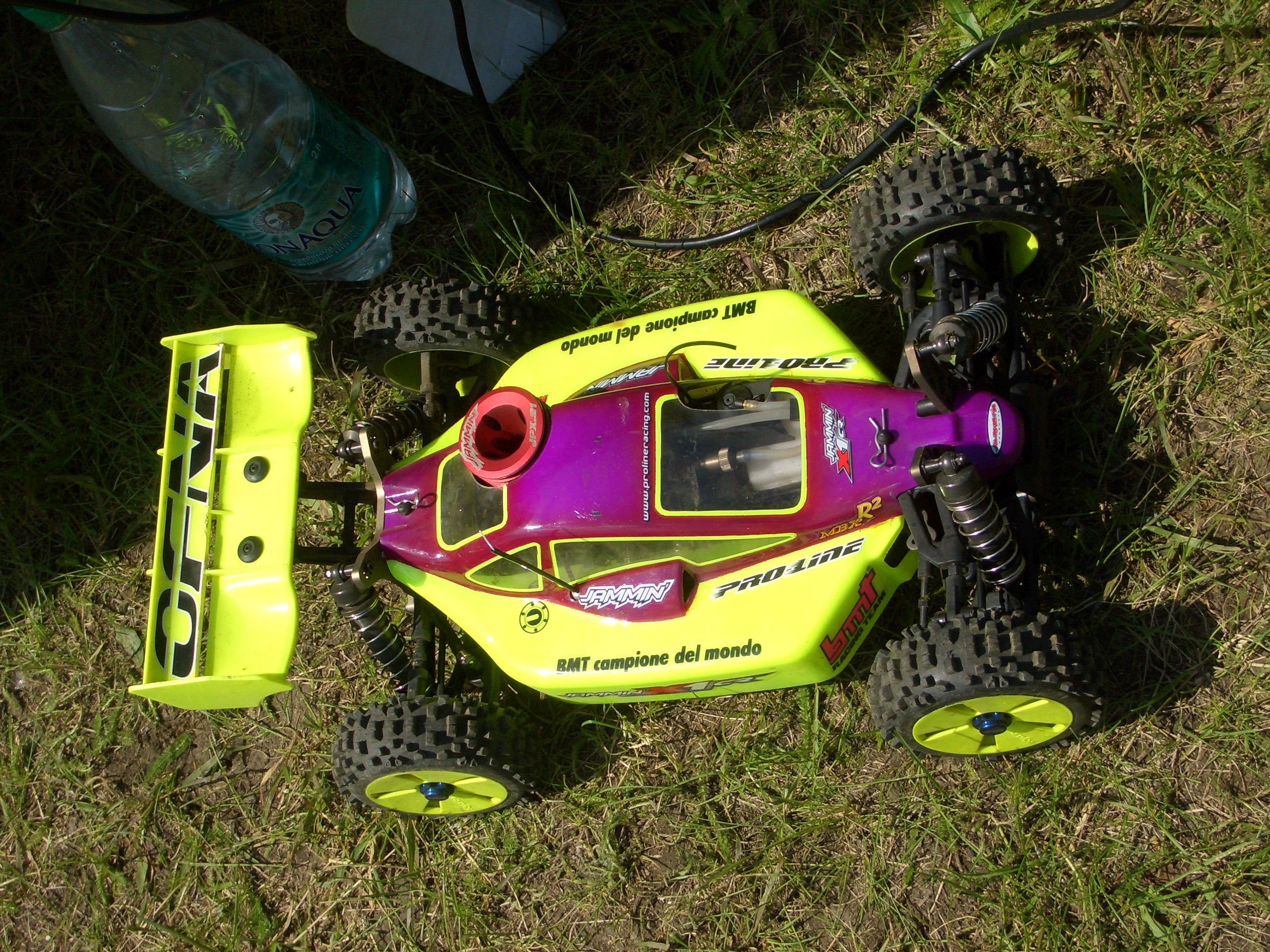
Багги с ДВС